# Vuelta a San Juan
La Vuelta a San Juan è una corsa a tappe maschile di ciclismo su strada che si svolge nella provincia di San Juan, in Argentina, ogni anno nel mese di gennaio. Riservata fino al 2016 ai dilettanti, dal 2020 è inserita nel calendario dell'UCI ProSeries come manifestazione di classe 2.Pro; la partecipazione è aperta sia a squadre dell'UCI World Tour, sia a squadre UCI ProTeams, sia a squadre nazionali.

## Storia
Disputata per la prima volta nel 1982, è stata riservata fino al 2016 ai dilettanti. Dal 2017 il programma della manifestazione prevede 7 tappe, intervallate da un giorno di riposo, con la terza frazione come prova a cronometro. I record di vittorie appartengono agli argentini Alberto Bravo e Laureano Rosas, con tre successi ciascuno.

## Albo d'oro
Aggiornato all'edizione 2023.
| Anno | Vincitore                             | Secondo                               | Terzo                                 |
| ---- | ------------------------------------- | ------------------------------------- | ------------------------------------- |
| 1982 | Eduardo Trillini                      |                                       |                                       |
| 1983 | Víctor Caro                           |                                       |                                       |
| 1984 | Pedro Chirino                         |                                       |                                       |
| 1985 | Ramón Sánchez                         |                                       |                                       |
| 1986 | Ramón Sánchez                         |                                       |                                       |
| 1987 | Daniel Castro                         |                                       |                                       |
| 1988 | Luis Moyano                           |                                       |                                       |
| 1989 | Alberto Bravo                         |                                       |                                       |
| 1990 | Javier Argonz                         |                                       |                                       |
| 1991 | Alberto Bravo                         |                                       |                                       |
| 1992 | Alberto Bravo                         |                                       |                                       |
| 1993 | Juan Agüero                           |                                       |                                       |
| 1994 | Juan Agüero                           |                                       |                                       |
| 1995 | David Kenig                           |                                       |                                       |
| 1996 | Raul Ruarte                           |                                       |                                       |
| 1997 | Eduardo Mulet                         |                                       |                                       |
| 1998 | Gonzalo Salas                         |                                       |                                       |
| 1999 | Gustavo Toledo                        |                                       |                                       |
| 2000 | non disputata                         |                                       |                                       |
| 2001 | Edgardo Simón                         |                                       |                                       |
| 2002 | Edgardo Simón                         | Guillermo Brunetta                    | Oscar Villalobo                       |
| 2003 | Oscar Villalobo                       | Fernando Antogna                      | Juan Curuchet                         |
| 2004 | Oscar Villalobo                       | Jorge Giacinti                        | Edgardo Simón                         |
| 2005 | Luciano Montivero                     | Gustavo Toledo                        | Javier Páez                           |
| 2006 | Gerardo Fernández                     | Claudio Flores                        | César Sigura                          |
| 2007 | Luciano Montivero                     | Darío Díaz                            | Juan Pablo Dotti                      |
| 2008 | Pedro González                        | Gabriel Brizuela                      | Ricardo Julio                         |
| 2009 | Gerardo Fernández                     | Matías Médici                         | Luciano Montivero                     |
| 2010 | Juan Pablo Dotti                      | Luciano Montivero                     | Alvaro Algiró                         |
| 2011 | Daniel Zamora                         | Juan Pablo Dotti                      | Ignacio Pereyra                       |
| 2012 | Juan Pablo Dotti                      | Daniel Zamora                         | Emanuel Saldaño                       |
| 2013 | Daniel Zamora                         | Roberto Richeze                       | Lucas Lopardo                         |
| 2014 | Laureano Rosas                        | Ricardo Escuela                       | Roberto Richeze                       |
| 2015 | Laureano Rosas                        | Ricardo Escuela                       | Juan Melivillo                        |
| 2016 | Laureano Rosas                        | Juan Pablo Dotti                      | Ricardo Escuela                       |
| 2017 | Bauke Mollema                         | Óscar Sevilla                         | Rodolfo Torres                        |
| 2018 | Óscar Sevilla                         | Filippo Ganna                         | Rodolfo Torres                        |
| 2019 | Winner Anacona                        | Julian Alaphilippe                    | Óscar Sevilla                         |
| 2020 | Remco Evenepoel                       | Filippo Ganna                         | Óscar Sevilla                         |
| 2021 | annullata per la Pandemia di COVID-19 | annullata per la Pandemia di COVID-19 | annullata per la Pandemia di COVID-19 |
| 2022 | annullata per la Pandemia di COVID-19 | annullata per la Pandemia di COVID-19 | annullata per la Pandemia di COVID-19 |
| 2023 | Miguel Ángel López                    | Filippo Ganna                         | Sergio Higuita                        |